# Pavo Crnac
Pavo Crnac (Slavonski Brod, 10 marzo 1971) è un ex calciatore croato, di ruolo difensore.

## Carriera
Cresciuto calcisticamente nel Marsonia, trascorse la maggior parte della sua carriera nel Slaven Belupo dove fu anche capitano. 
Il 14 luglio 2001, nel match d'andata del terzo turno di Coppa Intertoto, segnò con la casacca dei  Farmaceuti la rete del momentaneo 1-0 nella vittoria ai danni dell'Aston Villa (2-1).